# Halowe Mistrzostwa Europy w Lekkoatletyce 1987 – bieg na 400 m kobiet
Bieg na 400 metrów kobiet – jedna z konkurencji biegowych rozgrywanych podczas halowych lekkoatletycznych mistrzostw Europy w  hali Stade couvert régional w Liévin. Eliminacje zostały rozegrane 21 lutego, a bieg finałowy 22 lutego 1987. Zwyciężyła reprezentantka Związku Radzieckiego Marija Pinigina. Tytułu zdobytego na poprzednich mistrzostwach nie broniła Sabine Busch z Niemieckiej Republiki Demokratycznej.

## Rezultaty

### Eliminacje
Rozegrano 2 biegi eliminacyjne, do których przystąpiło 11 biegaczek. Awans do finału dawało zajęcie jednego z pierwszych dwóch miejsc w swoim biegu (Q). Skład finału uzupełniły dwie zawodniczki z najlepszym czasem wśród przegranych (q).
Opracowano na podstawie materiału źródłowego.
Bieg 1
| Miejsce | Zawodniczka     | Czas  | Uwagi |
| ------- | --------------- | ----- | ----- |
| 1       | Marija Pinigina | 52,09 | Q     |
| 2       | Helga Arendt    | 52,61 | Q     |
| 3       | Judit Forgács   | 52,61 | q     |
| 4       | Cristina Pérez  | 52,93 | q     |
| 5       | Fabienne Ficher | 53,86 |       |
| 6       | Semra Aksu      | 55,17 |       |

Bieg 2
| Miejsce | Zawodniczka      | Czas  | Uwagi |
| ------- | ---------------- | ----- | ----- |
| 1       | Gisela Kinzel    | 52,76 | Q     |
| 2       | Marzena Wojdecka | 52,77 | Q     |
| 3       | Rosica Stamenowa | 53,18 |       |
| 4       | Gerda Haas       | 53,89 |       |
| 5       | Nathalie Simon   | 54,22 |       |

### Finał
Opracowano na podstawie materiału źródłowego.
| Miejsce | Zawodniczka      | Czas  |
| ------- | ---------------- | ----- |
| 1       | Marija Pinigina  | 51,27 |
| 2       | Gisela Kinzel    | 52,29 |
| 3       | Cristina Pérez   | 52,63 |
| 4       | Helga Arendt     | 52,64 |
| 5       | Judit Forgács    | 52,87 |
| 6       | Marzena Wojdecka | 52,97 |